# Ислам в Европе
На протяжении всей своей истории человеческие сообщества Европы находились в той или иной стадии религиозных конфликтов, которые как правило сочетались (скрыто или явно) с племенными, национальными и/или языковыми различиями между разными народами континента. Во времена античности конфликтовали между собой ранние христиане и язычники, во времена раннего Средневековья — католики и православные (христиане Востока), в Средние века — католики и протестанты. Начиная с VIII века, в ходе арабских вторжений, наметился конфликт между христианами и мусульманами, который в этот период в основном ограничивался южными рубежами Европы и странами Средиземноморья. К XV веку арабы были полностью вытеснены из Южной Европы, однако над христианским миром, расколотым реформацией, нависла новая угроза — Османская империя, которая покончила с колыбелью восточного христианства — Византией, покорив Балканы и Северное Причерноморье. В новое время европейцы, в том числе северные, познакомились с исламом сначала в результате активной колониальной деятельности в XIX—XX веках, а затем в ходе массовой иммиграции (политической и экономической) из стран третьего, в том числе исламского мира, в XX—XXI веках. С ростом численности мусульман в регионах их нетрадиционного проживания (Великобритания, Германия, Швеция, Франция), накапливается и значительный конфликтный потенциал. Впрочем, и в регионах своего традиционного проживания в Европе, то есть там где мусульмане составляют значительную часть населения страны или региона со времён средневековья, (Северная Македония, Болгария, Греция, Босния и Герцеговина, Крым, Северный Кавказ и Предкавказье) данный конфликтный потенциал имеет тенденцию к росту, как правило из-за разных демографических тенденций мусульманского и немусульманского населения. Сегодня ислам является крупнейшей второй религией в Европе после христианства, а также самой быстрорастущей. По примерным прогнозам, в 2030 году 8 % жителей западной Европы будут мусульманами, а в 2100 году — каждый четвёртый.

## История ислама в Европе
В контексте рассматриваемого вопроса наибольший интерес представляет взаимодействие и инкорпорирование институтов двух цивилизаций: ислама и христианства. Принято считать, что контакт двух цивилизаций и их носителей происходило двумя основными способами. Востоковед и эксперт в области ислама Руслан Курбанов отмечает, что значительная часть мусульманских меньшинств в немусульманском мире образовалась путём постепенного охвата территории проживания мусульман немусульманским окружением и включением их в состав немусульманского государства. Другая же часть мусульманских меньшинств образовалась путём переселения мусульман на территории проживания немусульман и в немусульманские государства, сформировав там мусульманские общины. Этим путём образовались мусульманские общины западных стран — Западной Европы и Америки.
- 645 — арабские завоевания в Закавказье.
- 652 — первая попытка завоевания арабами острова Сицилия. Арабская армия неудачно осаждает Беленджер — начало арабо-хазарских войн.
- 651 — арабы завоевали Дербент.
- 654 — арабы завоёвывают Армению, создан Армянский эмират.
- 674 — первая арабская осада Константинополя.
- 688 — завоевание Кипра. Император Юстиниан II и халиф Абд аль-Малик сумели достичь беспрецедентного соглашения. Следующие 300 лет Кипр был под властью одновременно и арабов и Византии в качестве кондоминиума.
- 700 — завоевание арабами острова Пантеллерия.
- 705 — арабы завоёвывают Кавказскую Албанию.
- 711 — битва при Гвадалете, первое проникновение ислама в материковую Европу — начало арабских завоеваний в Испании.
- 717 — вторая арабская осада Константинополя.
- 732 — продвижение мусульман на север остановлено франкскими войсками под командованием Карла Мартелла при Пуатье (Битва при Пуатье (732)). Границы исламских владений в Европе стабилизируются, начинается Реконкиста Иберии.
- 733 — арабы завоевали Кази-Кумух. Арабскому наместнику дан титул «шамхал».
- 735 — взятие арабами Тбилиси. Основание Дербентского эмирата.
- 736 — основание Тбилисского эмирата.
- 736 — часть арабского войска разбита объединённым абхазо-грузинским войском у крепости Анакопия в Абхазии (Анакопийское сражение).
- 737 — масштабное вторжение арабов в Хазарию — арабы зашли на север дальше, чем когда-либо, вплоть до «Славянской реки» (по-видимому Дона или Волги), где наголову разбили хазар.
- 751 — Таласская битва, максимальное продвижение арабов на восток.
- 826 — группа мусульман из Иберии завоевывает Крит.
- 847 — мусульмане завоевывают Бари. Основан Барийский эмират.
- 866 — княжеский род Багратидов объединяет большую часть армянских земель и свергает власть Арабского халифата.
- 870 — завоевание Мальты арабами.
- 871 — франко-ломбардские войска уничтожают Барийский эмират.
- 888—972 — Фраксинет, мусульманская крепость и государство в Провансе.
- 903 — флот Кордовского эмирата покорил Балеарские острова.
- 922 — официальное принятие ислама в Волжской Булгарии.
- 961 — Потеря арабами острова Крит.
- 965 — мусульмане взяли под контроль всю Сицилию, создан Сицилийский эмират. Византия отвоевала Кипр.
- 1010 — часть печенегов, возглавляемая князем Тирахом, приняла ислам.
- 1060 — начало норманнского завоевания Сицилии во главе с Робертом и Роджером Отвилями.
- 1081 — большая часть Грузии была завоёвана сельджуками.
- 1090 — завоевание Мальты норманнами.
- 1091 — полное завоевание Сицилии норманнами.
- 1095 — начало крестовых походов.
- 1122 — грузинская армия освободила Тбилиси — падение Тбилисского эмирата.
- 1123 — Грузия полностью освобождена из-под власти сельджуков.
- 1239 — монголы завоевали Волжскую Булгарию. Монголы завоевали Дербентский эмират.
- XIV век — XVIII век — вторая волна распространения ислама через балканские и причерноморские владения Османской империи. Начало формирования исламских народов в Европе — татары, башкиры, албанцы, боснийцы, крымские татары, турки, грекоязычные мусульмане и критские мусульмане, помаки, адыгейцы, чеченцы, ингуши, черкесы, балкарцы, кабардинцы, урумы и др. При этом ислам полностью исчезает в Иберии и на островах западного Средиземноморья, а христианство значительно утрачивает свои позиции в Малой и Передней Азии (в первую очередь за счёт массового перехода в ислам греков).
- 1312 — хан Узбек провозгласил ислам государственной религией Золотой Орды.
- 1338 — турки перешли Босфор.
- 1393 — после турецкой осады пало Тырново — столица Болгарского царства.
- 1395 — под натиском турок пало Добруджанское княжество.
- 1396 — турками было завоёвано Видинское царство.
- 1422 — турками ликвидированы остатки Болгарского царства.
- 1438 — Казанское ханство отделилось от Золотой Орды. Создано татарское владение Яголдай в составе Великого княжества Литовского.
- 1440 — Ногайская Орда отделилась от Золотой Орды.
- 1441 — Крымское ханство отделилось от Золотой Орды.
- 1447 — Морейский деспотат стал вассалом османов.
- 1452 — основано Касимовское ханство.
- 1453 — взятие турками Константинополя — крах Византийской империи.
- 1458 — под натиском османов пало Афинское герцогство. Молдавское княжество стало вассалом Османской империи. Дубровницкая республика признала сюзеренитет османского султана.
- 1459 — завоевание османами Сербской деспотии. Основание Астраханского ханства.
- 1460 — завоевание османами Морейского деспотата.
- 1463 — завоевание османами Боснийского королевства.
- 1475 — османская армия завоевала генуэзские колонии в Крыму и княжество Феодоро.
- 1476 — Валашское княжество становится вассалом Османской империи.
- 1478 — Крымское ханство становится вассалом Османской империи.
- 1479 — Османская империя завоевывает Эпирское царство. Османами завоёваны все албанские княжества.
- 1480 — Великое княжество Московское выходит из под сюзеренитета Золотой Орды.
- 1484 — Османская империя берет под контроль все черноморское побережье.
- 1492 — падение Гранадского эмирата, завершение Реконкисты. Начало морских набегов запорожских казаков на территорию Османской империи.
- 1496 — Княжество Зета стало вассалом Османской империи.
- 1497 — упразднено владение Яголдай.
- 1499 — Зета полностью завоевана Османской империей, однако на её месте создано автономное теократическое государство княжество-епископство Черногория.
- 1501 — Крымским ханством завоёваны остатки Золотой Орды.
- 1518 — начало набегов берберских пиратов на территорию Европы.
- 1547 — османы захватили большую часть Венгрии.
- 1552 — Казанское ханство завоёвано Московским царством.
- 1555 — Имеретинское царство, Гурийское княжество, Мегрельское княжество, Абхазское княжество, княжество Сванетия, княжество Самцхе-Саатабаго стали османскими вассалами; Картлийское царство, Кахетинское царство стали вассалами Персии. Западная Армения отошла к Османской империи, Восточная Армения и Кавказская Албания к Персии. Ногайская Орда распадается на 3 орды: Большую, Малую и Алтыульскую. Малая Орда откочевала в предгорья Северного Кавказа.
- 1556 — Астраханское ханство завоёвано Московским царством.
- 1557 — Бей Большой Орды признал себя вассалом московского царя Ивана Грозного.
- 1562 — основан Илисуйский султанат.
- 1566 — Княжество Трансильвания становится вассалом Османской империи.
- 1571 — Кипр захвачен Османской империей.
- 1610 — основано вассальное Ирану Марагинское ханство.
- 1628 — Самцхе-Саатабаго аннексировано Османской империей.
- 1634 — теснимые калмыками Большие Ногаи откочёвывают правобережье Волги, где кочуют с Ногаями Малыми.
- 1642 — Казикумухское шамхальство распалось на Казикумухское ханство, Шамхальство Тарковское и Мехтулинское ханство.
- 1669 — Османская империя захватывает Крит. Украинский гетман Пётр Дрошенко признаёт себя вассалом османского султана.
- 1676 — в ходе польско-турецкой войны Подолье перешло под власть Османской империи.
- 1681 — Московское царство аннексировало Касимовское ханство.
- 1683 — Правобережное Войско Запорожское выходит из под сюзеренитета османского султана, войска гетмана Куницкого освобождают Правобережную Украину. Венская битва — остановлено продвижение османов в Центральную Европу.
- 1684 — венецианцы захватили о.Лефкас
- 1687 — княжество Трансильвания переходит под австрийский сюзеренитет. Венгерский сейм признал главенство австрийского монарха. Венецианцы захватили всю Морею, Эгину .
- 1696 — Азов взят русскими войсками.
- 1699 — к австрийцам перешла Славония.
- 1713 — к Османской Империи перешёл Азов, Запорожская Сечь перешла под юрисдикцию Османской империи.
- 1715 — Османская империя завоевала Морею.
- 1717 — Банат, Олтения и Северная Сербия захвачены Австрией.
- 1718 — возникло вассальное Ирану Бакинское ханство.
- 1722 — Персидский поход Петра I начало экспансии Российской империи на Кавказе. Армянские княжества Хамса обретают независимость от Ирана.
- 1728 — откочёвывавшая в степи Северного Причерноморья Малая Ногайская Орда распадается на 5 орд: Белгородскую, Джамбуйлуцкую, Эдичкульскую, Кубанскую, Эдисанскую. Все эти орды становятся вассалами крымского хана.
- 1739 — Азов перешёл к Российской империи, Запорожская Сечь перешла под юрисдикцию Российской империи. Банат, Олтения и Северная Сербия, за исключением Воеводины, перешли Османской империи.
- 1743 — образовалось Шекинское ханство.
- 1747 — Панах Али-хан завоевывает все христианские княжества Хамса, и основывает на их месте Карабахское ханство. В ходе распада империи Надир-шаха на территории Азербайджана и Армении образовался ряд ханств: Ардебильское ханство, Гянджинское ханство, Джавадское ханство, Дербентское ханство, Карадагское ханство, Кубинское ханство, Макинское ханство, Нахичеванское ханство, Талышское ханство, Тебризское ханство, Хойское ханство, Эриванское ханство, Джаро-Белоканское джамаатство, Борчалинский султанат, Куткашенский султанат.
- 1748 — образовалось Ширванское ханство.
- 1769 — Буковина была занята русскими войсками.
- 1770 — Едиссанская и Буджакская орды приняли русское подданство.
- 1774 — Крымское ханство выходит из под сюзеренитета Османской империи. Имеретинское царство выходит из под сюзеренитета Османской империи.
- 1783 — Крымское ханство аннексировано Российской империей. Картли-Кахетинское царство переходит под российский протекторат. Ликвидирована государственность ногайских орд. Часть ногайцев уходит в земли Османской империи, остальные расселяются в Закубаньи.
- 1791 — утрата Османской империей территории между Южным Бугом и Днестром.
- 1802 — Тебризское ханство ликвидировано Персией.
- 1803 — Мегрельское княжество, Аварское ханство, Илисуйский султанат, Бакинское ханство перешли под протекторат Российской империи.
- 1804 — Имеретинское царство перешло под покровительство Российской империи. Гянджинское ханство пало под ударами русской армии.
- 1805 — Карабахское и Ширванское ханства стали вассалами Российской империи.
- 1806 — Бакинское ханство и Джаро-Белоканское джамаатство аннексировано Российской империей. Дербентское и Кубинское ханства ликвидированы российскими войсками.
- 1807 — ислам становится государственной религией Кабарды.
- 1808 — Персия аннексировала Ардебильское и Карадагское ханства.
- 1809 — Талышское ханство перешло под российскую протекцию.
- 1810 — Абхазское княжество и Гурийское княжество перешли под протекторат Российской империи.
- 1812 — к Российской империи отошла восточная часть Молдавского княжества — Бессарабия. Остатки ногайских орд переселены на север Таврической губернии и на Кубань, где переведены на оседлый образ жизни.
- 1813 — Талышское ханство аннексировано Российской империей. Хойское ханство аннексировано Персией. Шекинское ханство перешло под протекцию Российской империи.
- 1815 — Второе сербское восстание. Сербское княжество обрело статус автономии в составе Османской империи.
- 1817 — начало Кавказской войны.
- 1819 — Шекинское ханство аннексировано Российской империей.
- 1820 — Ширванское ханство аннексировано Российской империей.
- 1821 — Греческая революция.
- 1822 — провозглашена независимая от Османской империи Первая Греческая Республика. Ликвидировано Карабахское ханство.
- 1825 — усмирение Кабарды.
- 1828 — ликвидировано Нахичеванское ханство. Эриванское ханство ликвидировано российскими войсками.
- 1829 — основан Северо-Кавказский имамат.
- 1830 — признана независимость Греции от Османской империи.
- XX век — третья волна распространения ислама — иммигранты из бывших европейских колоний в Азии и Африке. Бо́льшая часть французских мусульман — потомки выходцев из арабского Магриба (Алжир, Тунис, Марокко), испанских — Марокко. Германские, голландские, австрийские и датские мусульмане — в основном потомки турецких иммигрантов. Бо́льшая часть британских мусульман (69 %) — потомки выходцев из Британской Индии (Пакистан и Бангладеш).

### Местный (исконный)ислам в Европе
Регионами автохтонного распространения ислама в Европе считаются, (в скобках приведён процент мусульман среди современного населения):
- Северокавказские регионы (максимальные проценты ислама в Чечне и Ингушетии, минимальный процент мусульман в Республике Северная Осетия-Алания), РФ
- Татарстан (53 %), РФ
- Башкортостан (67 %), РФ
- Крым (12 %)
- Абхазия (16 %)
- Косово (95 %)
- Федерация Боснии и Герцеговины, (50 %), Босния и Герцеговина
- Албания, (60 %)
- частично Северная Македония, (30 %)
- Казахстан (европейская часть) (70 %)
- Примечание: части территорий Турции и Азербайджана географически находятся в Европе (европейской части континента) и являются исламскими более чем на 99 %.

## Ислам по странам
Рождаемость мусульман в Европе выше рождаемости местных европейских народов в среднем на 47 %, однако рождаемость мусульман-мигрантов выше на 62 %, а у рождённых в Европе — всего на 19 %.
Всего в странах Евросоюза живёт 15 миллионов мусульманских мигрантов (3,3 % от общего населения). Основная часть мусульман живёт во Франции, Германии и Великобритании.
| Страна         | Общее население | Мусульмане            | Процент мусульман по отношению к общему населению |
| -------------- | --------------- | --------------------- | ------------------------------------------------- |
| Франция        | 56 000 000      | 4 000 000 — 5 000 000 | 7,1-8,9                                           |
| Нидерланды     | 15 760 225      | 695 600               | 4,4                                               |
| Австрия        | 8 102 600       | 300 000               | 3,7                                               |
| Германия       | 82 000 000      | 3 040 000             | 3,7                                               |
| Греция         | 10 000 000      | 370 000               | 3,7                                               |
| Бельгия        | 10 192 240      | 370 000               | 3,6                                               |
| Швеция         | 8 876 611       | 250 000—300 000       | 2,8                                               |
| Дания          | 5 330 020       | 150 000               | 2,8                                               |
| Великобритания | 55 000 000      | 1 406 000             | 2,6                                               |
| Италия         | 56 778 031      | 700 000               | 1,2                                               |
| Испания        | 40 202 160      | 300 000—400 000       | 0,7-1                                             |
| Португалия     | 9 853 000       | 30 000 — 38 000       | 0,3-0,4                                           |

### Великобритания
- 2001 — в городах средней Англии (Лидс, Олдем) прокатилась волна столкновений между полицией и мусульманами — выходцами из Пакистана и Бангладеш — самые широко освещенные инциденты такого рода из очень длинной череды.
- 2005 — серия терактов в Лондоне. Организаторами признаны выходцы из Пакистана и Бангладеш, после чего в обществе сильно укоренилась исламофобия.

### Германия
Центральный Совет мусульман Германии в сентябре 2010 года избрал своего нового председателя. Им стал Айман Мазиек, сменивший на этом посту Аюба Акесль Кёлера.
20 сентября 2004 полиция Берлина официально запретила проведение «Первого арабского исламского конгресса в Европе», назвав его антисемитской и антиизраильской акцией. Решение было принято под давлением на берлинский сенат со стороны федерального министра внутренних дел Отто Шили. Из Германии выслали главного координатора конгресса — ливанца Фади Мади. Он лишен вида на жительство в Германии, против него возбуждено уголовное дело по обвинению в причастности к преступному объединению. Многие исламские общины ФРГ отнеслись к готовившемуся конгрессу довольно прохладно, поскольку на нём практически не были представлены мусульмане, живущие в Германии.
См. также Эль-Шербени, Марва Али

### Нидерланды
До пятидесятых годов двадцатого столетия в Голландии проживал лишь незначительный процент мусульман. В 1960 году их число составляло не более 1400, однако к 1992 году оно выросло до 484 тысяч, составив 2,3 % от общей численности населения. К 2004 году число мусульман почти удвоилось и составило 944 тысячи. Сегодня ислам — вторая по количеству своих приверженцев религия европейских стран, включая Голландию, где число мусульман равно числу представителей всех других религий (кроме христианства) — иудаизма, буддизма, индуизма и т. д., вместе взятых.
Мусульмане построили в стране множество мечетей и исламских центров, главная цель которых — создать верующим условия для выполнения своих религиозных обязанностей, а также для проведения различных социальных, образовательных и культурных мероприятий. В 128 городах Голландии действуют 380 мечетей. Самое большое их количество — в Амстердаме (29), Роттердаме (26) и Гааге (21).
2 ноября 2004 в Амстердаме был убит кинорежиссёр Тео ван Гог — 47-летний праправнучатый племянник живописца Винсента ван Гога. Убийца-исламист нанёс ему несколько огнестрельных и ножевых ранений, после чего ножом приколол к телу жертвы записку. В ней объяснялось, что режиссёр поплатился за свой, как считал убийца, антиисламский фильм «Submission». Тео ван Гог посвятил памяти своего покойного друга, депутата Пима Фортайна, убитого в мае 2002 года исламским экстремистом, фильм «06-05 de film». Фортайн возглавлял партию «Жизнеспособные Нидерланды» и неоднократно выступал с требованием прекратить принимать в Голландии беженцев из мусульманских стран.
Убийство привело к эскалации этнической нетерпимости в стране. За неделю после убийства в Голландии было совершено несколько нападений на мечети и школы для детей турецких иммигрантов. 8 ноября 2004 была взорвана бомба у дверей мусульманской школы в Эйндховене.
Ян Петер Балкененде, премьер-министр Нидерландов, выступил с телевизионным обращением к нации, где заявил: «Мы не должны создавать в нашей стране радикального климата — позиция „мы против них“ не приведёт ни к чему хорошему. Нидерланды — это страна, граждане которой должны стремиться идти друг другу навстречу, страна, где встречаются культуры».
Вместе с тем правительство намерено бороться и с исламистами: министр иммиграции Нидерландов Рита Вердонк сообщила о подготовке закона, позволяющего высылать из страны радикальных исламистов, даже если те являются её гражданами.
Одним из наиболее яростных борцов против исламизма является Айаан Хирси Али — популярная женщина-политик, член парламента Нидерландов. Айаан Хирси Али — чернокожая беженка из Сомали. Она публично отказалась от ислама. В начале 2005 объявила о намерении снять фильм «Submission 2».

### Норвегия
Общее количество мусульман в Норвегии около 150 000. Около половины всех мусульман проживают в Осло и Акерсхусе. Этот показатель имеет тенденцию к увеличению, так с 2006 по 2007 год количество мусульман возросло на 10 %.

### Франция
Большинство мусульман современной Франции составляет первое, второе и третье поколение иммигрантов из бывших французских колоний, где ислам является преобладающей религией. Хотя мусульмане жили во французских колониях в течение многих столетий, их массовая иммиграция в метрополию началась в середине XX века. Ныне мусульманская община Франции является одной из крупнейших в Европе. Большинство мусульман имеет арабское или берберское происхождение из стран Магриба, есть также турки, чернокожие мусульмане и новообращённые в ислам французы. Помимо экономических мигрантов, во Францию переселились и значительное количество политических беженцев из исламских стран и регионов, а также тех кто симпатизировал французскому режиму в период деколонизации (например, харки из бывшего Французского Алжира). Большинство мусульман проживает в крупных городах, в первую очередь в Париже и Марселе.

## Антиисламский экстремизм
В Германии с 1980-х исламофобия распространена среди неонацистов, мусульманские народы — наиболее частые жертвы нападений. В 2011 году Андерсом Брейвиком в Норвегии произведён один из наиболее значительных терактов на почве проблем социализации и культурных отличий иммигрантов, в первую очередь мусульман. В своём заявлении, названном Брейвиком 2083-Декларация независимости Европы, он выступил против исламской колонизации Европы, призвал к возвращению европейцев к христианским ценностям и «новому крестовому походу», которые стали только поводом для убийства мирных жителей.
Причиной распространения исламофобских настроений в европейском обществе также может служить чрезмерный приток иммигрантов (в том числе нелегальных) из стран третьего мира, а также инциденты с проявлением неуважения к культуре коренного населения и нарушения закона со стороны иммигрантов.